# کوتچان، هوکایدو
کوتچان، هوکایدو (به لاتین: Kutchan, Hokkaido) یک منطقهٔ مسکونی در ژاپن است که در Abuta District واقع شده‌است. کوتچان ۱۵٬۳۶۹ نفر جمعیت دارد.

## خواهرخوانده
شهر سنت موریتز خواهرخواندهٔ کوتچان، هوکایدو هست.